# جزيرة كات
جزيرة كات تقع في وسط جزر الباهاماس، ويعد واحدا من في المناطق. جزيرة كات لديها أيضا أعلى نقطة في البلاد، جبل ألفيرنيا (المعروف أيضا باسم كومو هيل). يرتفع إلى 206 قدم (63 م) ويعلوه دير يسمى الإرميتاج. أقيمت هذه المجموعة من المباني من قبل «الأخ جيروم» الفرنسيسكان (جون هاويس).

## التاريخ
كان المستوطنون الأوروبيون الأوائل الموالين الفارين من الثورة الأمريكية، الذين وصلوا عام 1783.
تاريخيا، اكتسبت الجزيرة الثروة من مزارع القطن، ولكن زراعة القطع والحرق هي الآن الطريقة الرئيسية للحياة لسكان جزيرة كات. المحصول الاقتصادي هو لحاء كروتوني اللوتريا (Croton eluteria) (يسمى أيضًا كاسكاريلا)، والذي يتم جمعه وشحنه إلى إيطاليا حيث يصبح مكونًا رئيسيًا في الأدوية والروائح والكامباري.
حتى تم العثور على حسابات مكتوبة، كان يعتقد أن جزيرة كات هي غوانهاني أو سان سلفادور، أول جزيرة كريستوفر كولومبوس وصلت إلى الأمريكتين.

## التركيبة السكانية
يبلغ عدد سكان جزيرة كات 1,522 (تعداد 2010). المستوطنات الرئيسية هي نيو بايت (New Bight) ومدينة آرثر (Arthur's Town) (مسقط رأس وبيت الطفولة لـ سيدني بواتييه) وأورانج كريك (Orange Creek) وبورت هاو (Port Howe).
جزيرة كات، تي باي كانت أيضًا مسقط رأس الموسيقي البهامي الشهير والفنان البصري توني ماكاي، والمعروف باسم Exuma .
يخدم الجزيرة مطار نيو بايت ومطار مدينة آرثر.

## المعالم والمعالم السياحية
في قمة 206  قدم كومو هيل هو جبل. محبسة ألفيرنيا على جبل ألفيرنيا، أعلى نقطة في جزر البهاماس. هذا الدير الحجري الصغير الذي شيّده الأب الناسك المعماري الأب جيروم  في ذروة ويمكن الوصول إليه من خلال رحلة صخرية شديدة الانحدار.
يتدفق أرمبيستر كريك إلى بحيرة صافية تسمى «نقطة الغليان» أو «حفرة الغليان» التي تتسبب ظروف المد والجزر في حدوث فقاعات وتجشؤ، وهي الظروف التي تؤدي إلى الفولكلور لوحش بحري تحت سطحه. يمكن العثور على أشعة وأسماك القرش الصغيرة في البحيرة. بالإضافة إلى ذلك، يمكن العثور على العديد من الطيور التي تعشش على طول حافة المنغروف.
تقع في مدينة بين بحيرة أخرى عرضها 65 قدم 10 ويقال أن البحيرة العميقة التي تسمى حورية البحر هول في الفولكلور المحلي هي موطن ل حورية البحر التي تعيش بين فتحات السرير الأربعة التي تؤدي إلى الكهوف والممرات.
واحدة من مناطق الجذب الرئيسية في الجزيرة هي الحفرة الزرقاء الكبيرة (Big Blue Hole) بالقرب من أورانج كريك في طريق ديكييس. الحفرة عميقة جدًا ولها تيارات تحتية قوية تتدفق في البحر. انتهى الأمر بالكثير من الأشياء مثل حيوانات المزرعة النافقة التي قُذفت في البحيرة إلى المحيط من خلال كهوفها. يعتقد الفولكلور المحلي أن وحشًا عاش في الحفرة الزرقاء الكبيرة يلتهم الخيول. ويقال أن هذا الفولكلور لا يزال يخيف الصيادين المحليين من المغامرة في هذه البحيرة المائية العذبة.
يتجه طريق ديكي شرقاً إلى كهف غريفين بات، الذي كان في السابق مخبأ للعبيد.
يقبع على قمة سلسلة من التلال على طول الطريق في مستوطنة أولد بايت سانت فرانسيس من كنيسة أسيزي الكاثوليكية، التي بناها الأب جيروم، مع لوحات جدارية ونقوش ومنحوتات.
في منطقة بورت هاو بجزيرة كات، توجد أطلال مزرعة من القرن الثامن عشر في قصر ديفيو هاوس. أعطيت للعقيد أندرو ديفو في 1783 لحماية ناسو من الغزو والاحتلال الإسباني.
في نولز، يوجد متحف يسمى متحف كولومبوس سنتر العالمي. يوجد في جنوب بايت بيت الطفولة للسير سيدني بواتييه، الحائز على جائزة الأوسكار .

## أماكن
- مدينة آرثر
- أولد بايت
- نيو بايت
- بورت هاو
- نقطة الشيطان